# Országos Településrendezési és Építési Követelmények
Az Országos Településrendezési és Építési Követelmények (rövidítve: OTÉK) a többször módosított 253/1997. (XII. 20.) Korm. rendelettel kihirdetett szabályzat, amelyben a Kormány az épített környezet alakításáról és védelméről szóló 1997. évi LXXVIII. törvényben (Étv.) foglalt felhatalmazás alapján meghatározta az országos településrendezési és építési követelményeket és elrendelte azok kötelező alkalmazását.

## Általános rendelkezései
Az OTÉK I. fejezete az általános rendelkezéseket tartalmazza.
Területet használni, építmény elhelyezésére felhasználni, telket alakítani, építés alapjául szolgáló tervet elkészíteni, építményt építeni, átalakítani, bővíteni, felújítani, helyreállítani, korszerűsíteni, elmozdítani vagy lebontani, továbbá az építmény rendeltetését megváltoztatni e rendelet, valamint a helyi építési szabályzat rendelkezései szerint szabad.
A rendeletben használt fogalmak meghatározását az 1. számú melléklet tartalmazza.
Az OTÉK rendelkezéseit a külön jogszabály alapján védett területre, építményre, valamint a sajátos építményfajtákra a rájuk vonatkozó külön jogszabályban meghatározott feltételek mellett és az azokban foglalt kiegészítésekkel és eltérésekkel kell alkalmazni.